# Rissar

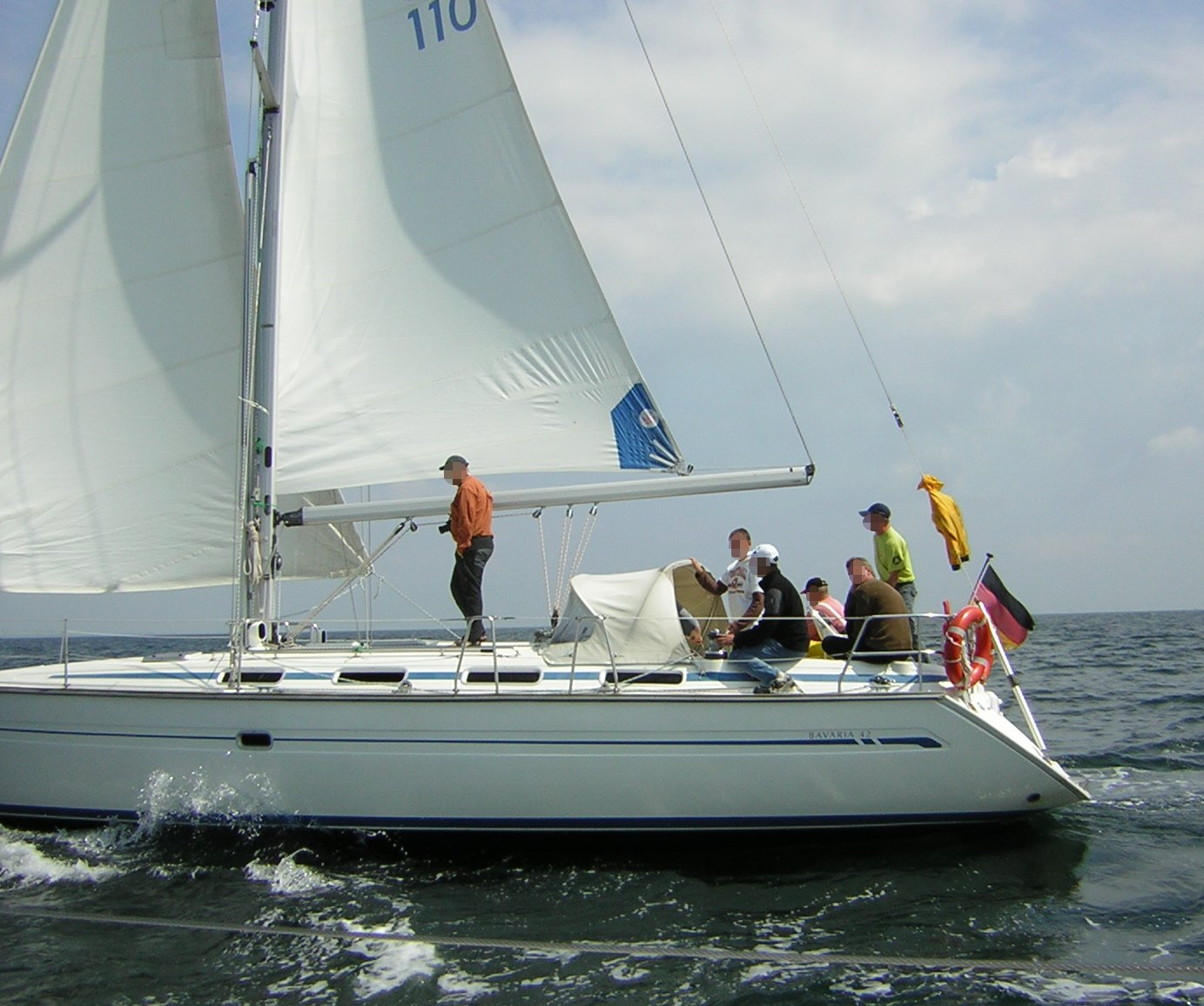
Vela major parcialment rissada dins del pal, com es rissa modernament

Rissar és una maniobra que serveix per a reduir la superfície d'una vela, generalment plegant o fent girar una vora de la vela sobre si mateixa i connectant la part no utilitzada a l'antena, la botavara o la verga, com a mesura principal de precaució per preservar l'estabilitat d'un vaixell de vela amb vents forts. La restauració de l'àrea de vela completa s'anomena desrissar. Modernament l'acció de rissar es pot dur a terme ja sigui amb un mecanisme giratori fent girar la vela al voltant del seu peu, o enrotllant-la dins de la botavara.

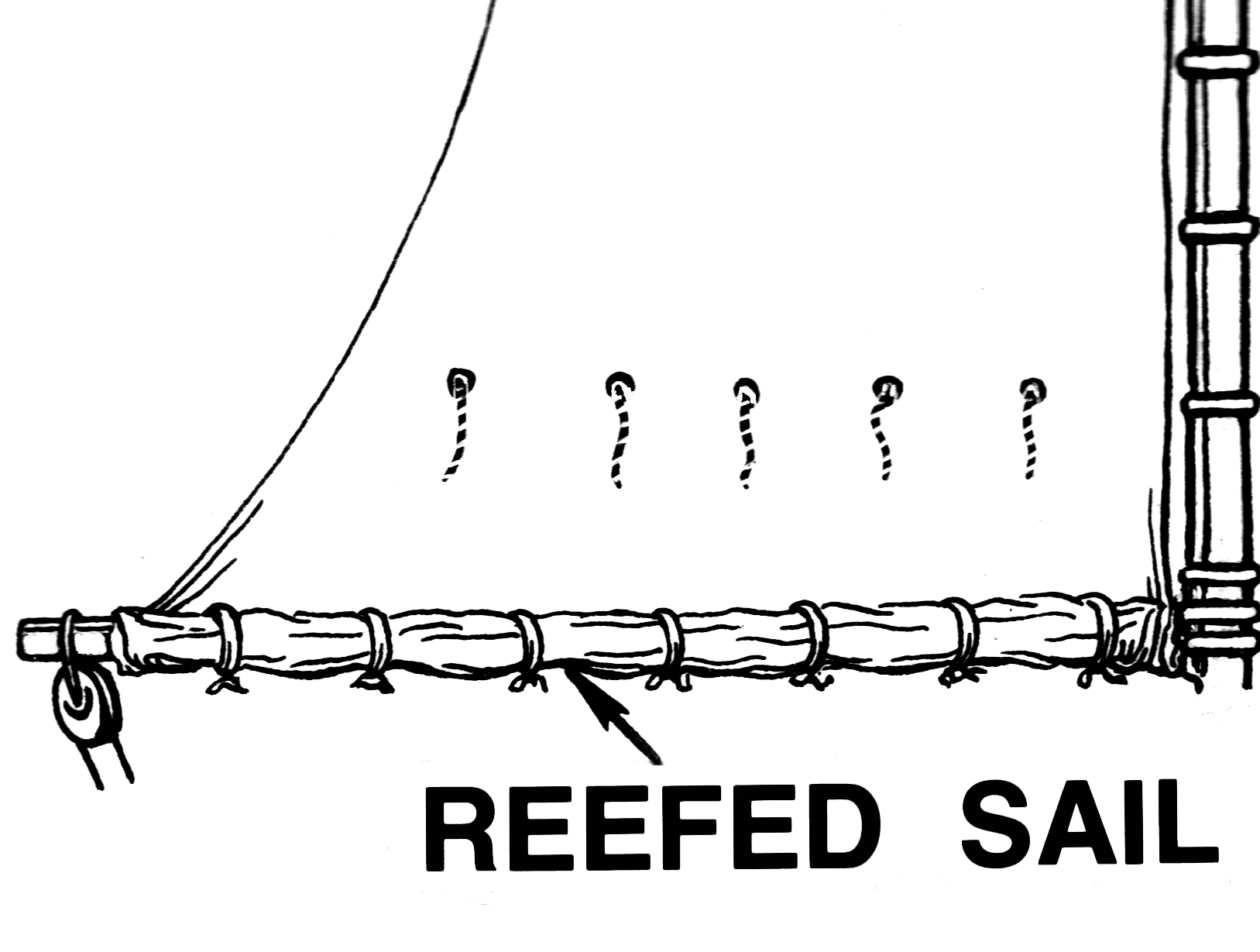
Vela rissada

Mentre que els vaixells aparell proa-popa emmagatzemen la part no utilitzada de la vela major a la botavara, a la part baixa de la vela o alguns moderns dins del pal, els vaixells d'aparell quadrat o de vela llatina emmagatzemen la part no utilitzada sobre l'antena o sobre una verga, a la part alta de la vela.

## Aparell proa-popa

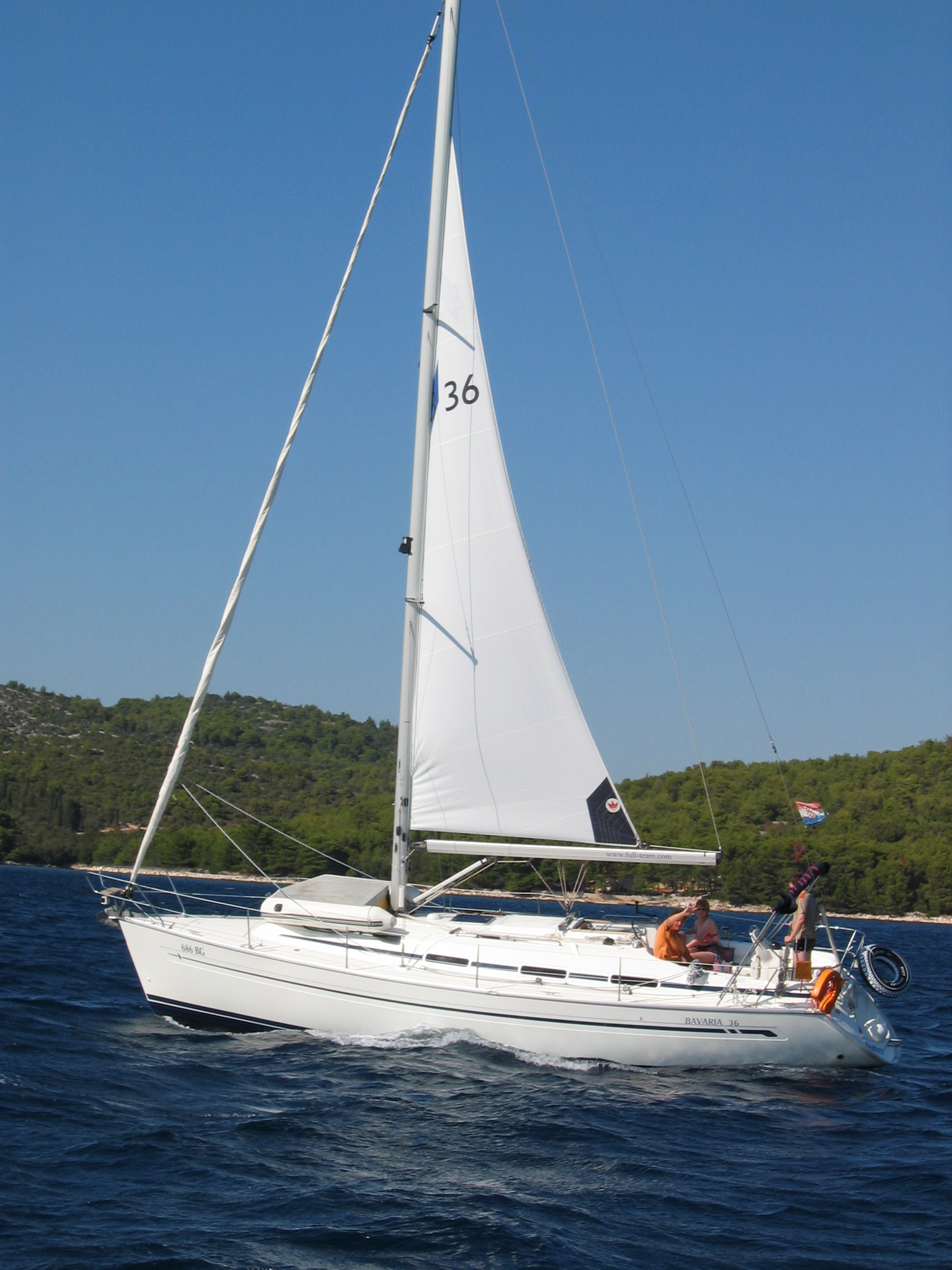
El gènova enrotllat completament al voltant de l'estai, i la vela major parcialment rissada dins del pal en una balandra Bavaria 36.

En una vela major, es poden instal·lar a la vela, parelles d'ullets, per poder lligar la part rissada amb cordills; un vaixell de creuer normalment té dos o tres tires de parells d'ullets. Estirant aquests punts cap avall fins a la botavara, es forma un nou plegament, reduint l'àrea de la vela, i encara poden tenir incorporats més punts de fixació alternatius que permeten reduir la seva àrea.
L'ús del parell d'ullets, més propers a la botavara s'anomena primera rissada, utilitzar el parell següent s'anomena segona rissada, i així successivament. Una vela pot tenir punts de rissat, forats amb ullets a la vela entre les bandes de rissat. S'utilitzen amb cordills de rissar per assegurar l'excés de lona després de rissar i millorar la visibilitat des de la cabina.

### Banda de rissat ràpid
La banda de rissat ràpid, permet l'establiment ràpid d'amura i un puny d'escota, tot baixant la drissa parcialment i després caçant-la. Una o dues bandes de rissat que passen pel gràtil de la vela i el puny d'escota permeten tensar la vela estirant aquests punts forts a la botavara. Aquests es punts portar de tornada a la cabina per permetre als membres de la tripulació rissar sense pujar a la coberta quan fa mal temps. No cal fer servir ullets de rissar intermedis.

### Corró
El corró de rissar enrotlla la vela al voltant de l'estai, de la guia d'estai o de la botavara per reduir la superfície de vela exposada al vent. En els sistemes d'enrotllament de vela major, la vela s'enrotlla al voltant de la botavara mitjançant un mecanisme al puny d'amura o bé uns engranatges dins de la botavara l'enrotllen al voltant d'un eix giratori. Els sistemes d'enrotllament controlats amb cordes conduïdes cap a la cabina permeten rissar sense que la tripulació hagi d'anar a coberta amb mal temps. el rissat de corró també permet una àrea de vela contínuament variable que no permeten el rissat convencional o el rissat ràpid. Com contrapunt a aquests avantatges sorgeix el fet que la vela enrotllada possiblement no tingui una forma aerodinàmica òptima, i la reparació o substitució de la vela sigui més difícil. Les veles majors enrotllades al pal no afavoreixen una bona forma de vela.

## Aparell de vela llatina

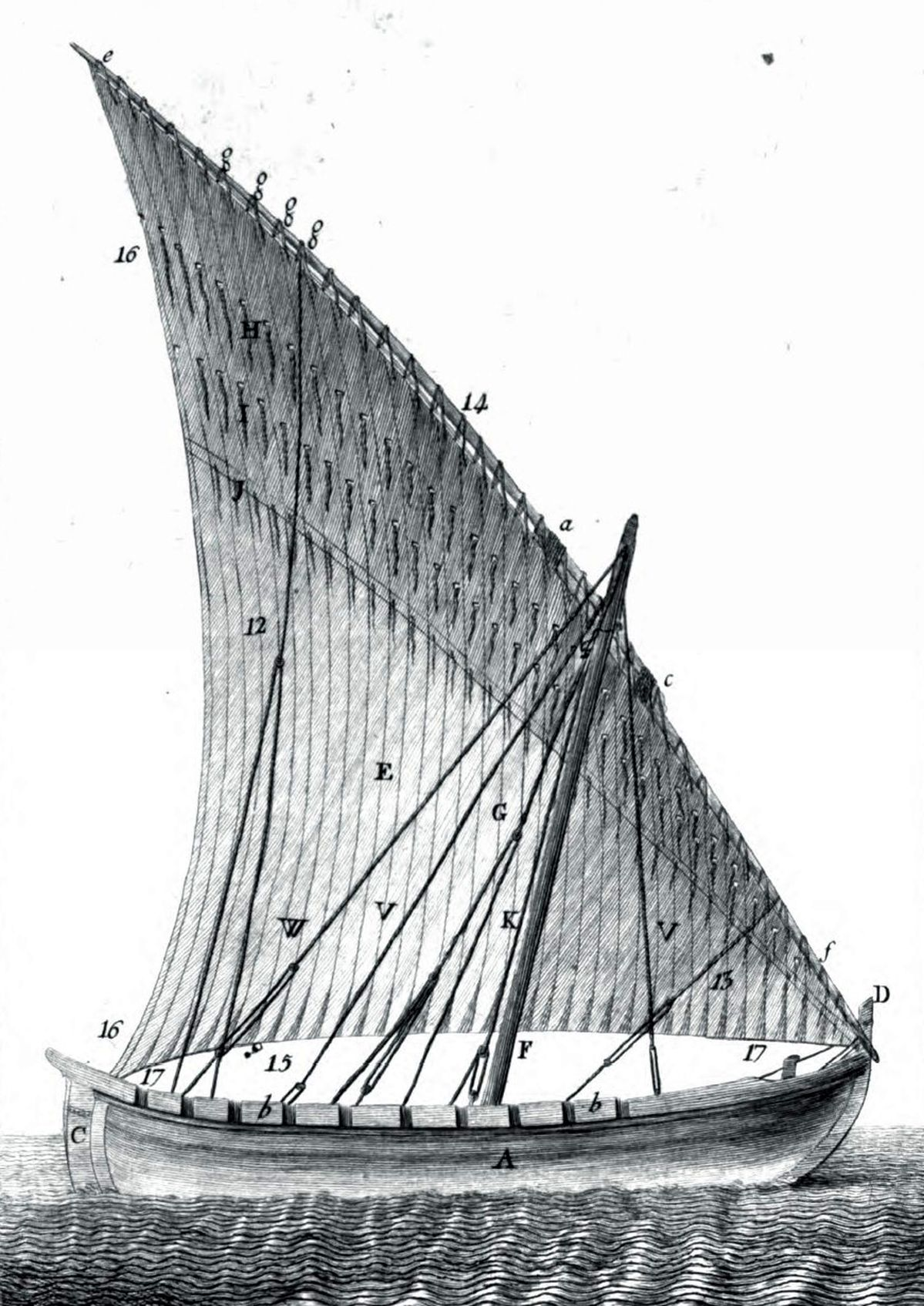
Barca llevantina (Sañes Reguart - 1796). Vegeu la vela amb tres faixes de rissos.

Les veles llatines porten incorporats uns punts de fixació alternatius que permeten reduir la seva àrea. En una vela llatina, es solen instal·lar a la vela uns parells d'ullets, per poder lligar la part rissada amb cordills a l'antena; una barca de mitjana o una tartana normalment tenen dos o tres parells de tires d'ullets. Estirant aquests punts cap amunt fins l'antena, es forma un nou plegament, reduint l'àrea de la vela.
Aquesta maniobra s'expressa amb la frase "prendre rissos"  i la seva contrària, amb la de amollar-los.
Les faixes de rissos i la seva distribució i construcció han estat descrites en tractats especialitzats.
Les veles llatines disposaven de tres (a vegades quatre) faixes de rissos. Cada faixa anava des del puny del car fins al caient de popa (baluma). Els extrems propers al puny del car eren gairebé coincidents. Els extrems de popa quedaven separats en proporció aconsellada per l'experiència. Així (vegeu la figura) les faixes de rissos formaven un cert angle entre sí i respecte de l'antena.

Cada faixa de rissos estava formada per una sèrie d'ulls equidistants practicats sobre la vela (prèviament reforçada amb una faixa de cànem d'uns cinc centímetres per cada banda; aquestes faixes, cintes o galons es fabricaven expressament). A cada ull hi havia un badafió (una corda de mena prima) amb un nus senzill a cada banda, de manera que penjaven dues meitats a cada cara de la vela. La llargària de cada badafió era proporcional al diàmetre de l'antena: una antena gruixuda requeria un badafió més llarg. La finalitat era de permetre una lligada forta del tros de vela plegat al voltant de l'antena. Típicament s'emprava un nus pla.

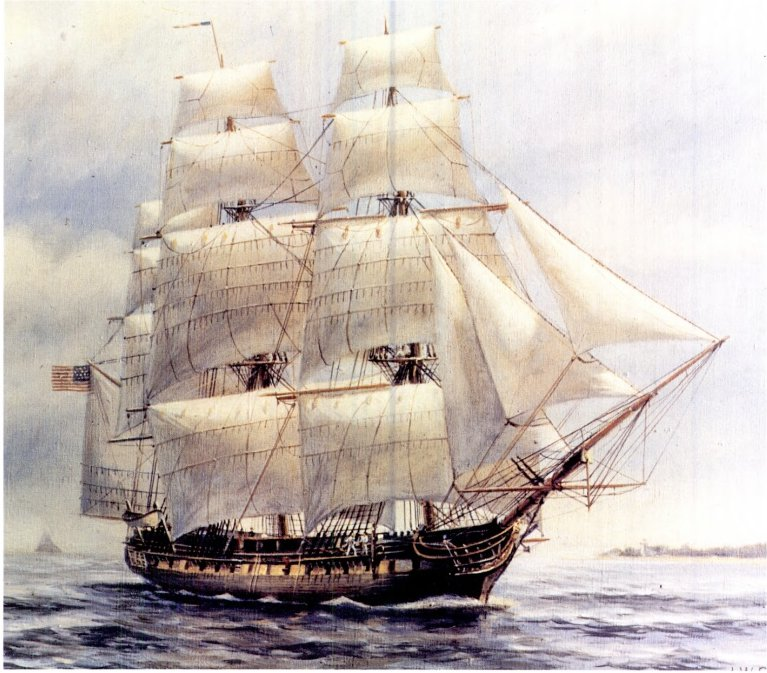
Fragata del segle XVIII amb aparell rodó, que mostra els cordills de rissar.

## Aparell rodó
Les veles amb aparell quadrat pengen d'un espar, anomenat verga. Per poder rissar, la vela s'estira cap amunt i es fixa al verga per una de les bandes de rissat que travessa horitzontalment la vela. Cada banda de rissat és una tira reforçada amb llenç, que conté ulls pels quals passen els cordills de rissat que connecten la vela a la verga. Una vela pot tenir diverses bandes de rissat per escurçar la vela en diferents graus.
Una vela quadra sol tenir diverses fileres de rissos, de manera que la zona de la vela es pot adaptar a la força respectiva del vent. En aquest cas, parlem del primer, segon, tercer, etc. "ris. El primer ris és el que menys redueix la superfície de la vela i s'estableix primer quan augmenta el vent.

## Altres aparells

Bandes de rissat, mostrant, punts de rissat (20) i línies de rissat(21)

Les veles cangrees també es poden rissar. En aquest cas, la vela corresponent es fa baixar per una peça a la vora davantera de la vela, amb un ullet preparat a tal efecte. La "nova" base inferior de la vela es pot estrènyer fortament al puny d'escota, a la vora posterior de la vela.
Per evitar que la part de vela rissada colpegi d'anada i tornada al pal, es lliga lliurement a l'arbre amb diverses línies, les cintes de ris, que s'uneixen en una sèrie d'ullets de ris. Com a alternativa a les corretges de ris, també es pot utilitzar una bossa, que subjecta la vela dins d'ella.